# Riccardo Divora
Riccardo Divora   (Koper, 22 de desembre de 1908 - valor desconegut, 10 de gener de 1951) va ser un remer italià que va competir durant la dècada de 1930.
El 1932 va prendre part en els Jocs Olímpics de Los Angeles, on guanyà la medalla de plata en la competició del quatre amb timoner del programa de rem. Formà equip amb Bruno Vattovaz, Giovanni Plazzer, Bruno Parovel i Giovanni Scher.